# John Maxwell (Filmproduzent)
John Maxwell (* 1877 in Glasgow, Schottland; † 2. Oktober 1940 in Witley, Surrey) war ein britischer Filmproduzent. Der studierte Rechtsanwalt stieg Ende der 1920er Jahre zu einem der wichtigsten britischen Filmunternehmer auf, als er die Kinokette Associated British Cinemas (ABC Cinemas) sowie die in Elstree angesiedelte Filmgesellschaft British International Pictures (BIP) gründete. Zu Beginn der Tonfilmära zählte BIP dank der Filme Alfred Hitchcocks zu den führenden britischen Filmstudios. Mit der Associated British Picture Corporation (ABPC) legte Maxwell 1933 den Grundstein für ein Unternehmen, das nach seinem Tod zu den führenden Filmverleihern und Filmproduktionsunternehmen im Vereinigten Königreich wurde.

## Leben
John Maxwell wurde in der schottischen Stadt Glasgow geboren. Er wurde Rechtsanwalt und gründete in Glasgow die Anwaltskanzlei Maxwell, Hodgson & Co. Die Kanzlei arbeitete für mehrere Kinos, wodurch Maxwell das wirtschaftliche Potenzial dieser neuen Unterhaltungsbetriebe erkannte. 1912 investiert er in ein erstes Kino, dem The Prince’s Cinema in Glasgow. Maxwell gründet das Unternehmen Scottish Cinema and Variety Theatres, das 1920 bereits 20 Spielstätten kontrollierte. 1918 gründete John Maxwell zusammen mit Arthur Dent den regionalen Filmverleih Waverley Films. Das Unternehmen wuchs beständig und übernahm 1923 den Londoner Filmverleih Wardour Films.
1925 verlagerte Maxwell seinen Firmensitz nach London. Er erwarb erste Filmstudios, wodurch Maxwell an der Produktion, dem Vertrieb und der Vorführung von Filmen wirtschaftlich beteiligt war. Als die britische Regierung 1927 zur Stärkung der heimischen Filmwirtschaft Filmkontingente festlegte, kaufte er in Elstree die von Herbert Wilcox mitbegründeten British National Studios und gründete die Filmproduktionsgesellschaft British International Pictures (BIP). Wie der Name andeutete, spekulierte Maxwell auf den internationalen Filmmarkt, weshalb er unter anderem den deutschen Regisseur E. A. Dupont und die amerikanische Schauspielerin Anna May Wong verpflichtete. Von Gainsborough Pictures warb Maxwell mit Alfred Hitchcock ein vielversprechendes Regietalent ab.
Als Ende 1927 Der Jazzsänger dem Tonfilm zum Durchbruch verhalf, wagte BIP als erstes britisches Filmstudio, einen Tonfilm zu produzieren. Hitchcocks Erpressung wurde 1929 zum bislang größten Erfolg von BIP. Um auch weiterhin international agieren zu können, produzierte Maxwell im gleichen Jahr E. A. Duponts Atlantik in drei verschiedenen Sprachfassungen – eine Vorgehensweise, die bis zur Einführung der Synchronisation von anderen Filmstudios in Europa und den Vereinigten Staaten übernommen wurde. Maxwell nahm aber schnell Abstand von ambitionierten, aber wenig ertragreichen Filmen und konzentrierte sich mit billigeren Produktionen auf den heimischen Markt. Dabei profitierte er von der frühen Installation von Tonfilmanlagen in den Elstree-Studios, BIP wurde zum führenden britischen Studio der frühen Tonfilmzeit und produzierte doppelt so viele Spielfilme wie ihr stärkster Konkurrent British-Gaumont/Gainsborough.
Neben der Filmproduktion baute John Maxwell seine Kinokette kontinuierlich aus. Im November 1928 schloss er seine 29 hauptsächlich in Schottland gelegenen Kinos zur Kette Associated British Cinemas (ABC Cinemas) zusammen. ABC Cinemas wurde zu einer Tochtergesellschaft der BIP und wuchs schnell in den nächsten Monaten. Im Juli 1929 besaß Maxwell bereits 80 Kinos, Ende 1931 waren es schließlich 160.
Im September 1933 schloss Maxwell BIP, ABC Cinemas und Wardour Films zur Associated British Picture Corporation (ABPC) zusammen. Das neue vertikal integrierte Filmunternehmen zählte zu den größten Kinobetreibern im Vereinigten Königreich, dabei legte Maxwell zunehmend den Schwerpunkt auf die Verwertung von Filmen, die Filmproduktion bei BIP diente hauptsächlich dazu, die Nachfrage nach neuen Filmen in den eigenen Kinos zu bedienen. Maxwell ernannte Walter C. Mycroft zum neuen Studioleiter bei BIP und trat ab sofort nicht mehr öffentlich als Filmproduzent in Erscheinung. 1934 versuchte Maxwell erstmals, seinen schärfsten Konkurrenten Gaumont-British zu übernehmen. Die damaligen Besitzer, die Brüder Ostrer, wiesen aber das Angebot zurück.
Gestiegene Herstellkosten und Rückschläge auf dem amerikanischen Filmmarkt zwangen ABPC Ende 1936, die Filmproduktion weiter zurückzufahren. Maxwell entschied, stattdessen den eigenen Anteil an Kinosälen im Vereinigten Königreich zu erhöhen. Ein erneuter Versuch Maxwells, die Kontrolle über Gaumont-British zu übernehmen, scheiterte diesmal an dem amerikanischen Anteilseigner 20th Century Fox. Es folgte ein langer Rechtsstreit zwischen John Maxwell und den Ostrer-Brüdern, der Maxwells Gesundheit schwächte. Maxwell erwarb an Stelle von Gaumont-British die kleinere Union-Kinokette, sodass ABPC Ende 1937 mit 493 Kinos zum größten britischen Kinobetreiber aufstieg. Zur gleichen Zeit unterstützte John Maxwell aber auch den Schauspieler Charles Laughton und den deutschen Produzenten Erich Pommer bei der Gründung ihrer eigenen Filmproduktionsfirma. Die in Elstree angesiedelte Gesellschaft Mayflower Pictures produzierte aber nur drei Filme, darunter 1939 Riff-Piraten unter der Regie von Alfred Hitchcock.
Als der unter Diabetes leidende John Maxwell am 2. Oktober 1940 starb, hinterließ er ein gesundes Unternehmen, das dank seines hohen Anteils an Filmaufführungsstätten nicht nur die wirtschaftlichen Krisen der 1930er Jahre gut überstanden hatte, sondern auch von dem Zuschauerboom während des Zweiten Weltkriegs profitierte. 1941 verkaufte Maxwells Witwe Catherine, mit der er sieben Kinder hatte, die Hälfte ihrer Anteile von ABPC an die amerikanische Filmgesellschaft Warner Bros. Warner übernahm 1945 schließlich die vollständige Kontrolle über ABPC.

## Filmografie (Auswahl)
John Maxwell wurde unter anderem als Produzent folgender Filme genannt:
- 1926: The Woman Tempted
- 1927: Der Weltmeister (The Ring)
- 1928: The Farmer’s Wife
- 1928: Champagne
- 1929: Der Mann von der Insel Man (The Manxman)
- 1929: Erpressung (Blackmail)
- 1929: Atlantik
- 1930: Elstree Calling
- 1930: Song of Soho
- 1930: Juno and the Paycock
- 1930: The Middle Watch
- 1930: Mord – Sir John greift ein! (Murder!)
- 1931: Mary (deutsche Version von Mord – Sir John greift ein! / Murder!)
- 1931: Out of the Blue
- 1931: Bis aufs Messer (The Skin Game)
- 1931: Potiphar’s Wife
- 1931: Hobson’s Choice
- 1931: Endlich sind wir reich (Rich and Strange)
- 1932: Nummer siebzehn (Number Seventeen)
- 1932: The Maid of the Mountains
- 1933: You Made Me Love You
- 1933: On Secret Service